# Order Zasługi (Wielka Brytania)
Order Zasługi (ang. Order of Merit) – brytyjski order domowy przyznawany za wybitną służbę w siłach zbrojnych, wybitne osiągnięcia na polu nauki, sztuki albo literatury lub za wspieranie kultury.  Order został ustanowiony w 1902 przez króla Edwarda VII.  W danym czasie mogą go posiadać tylko 24 żyjące osoby z krajów Commonwealthu i ograniczona liczba honorowych osób tak odznaczonych.